# Julius Ertel

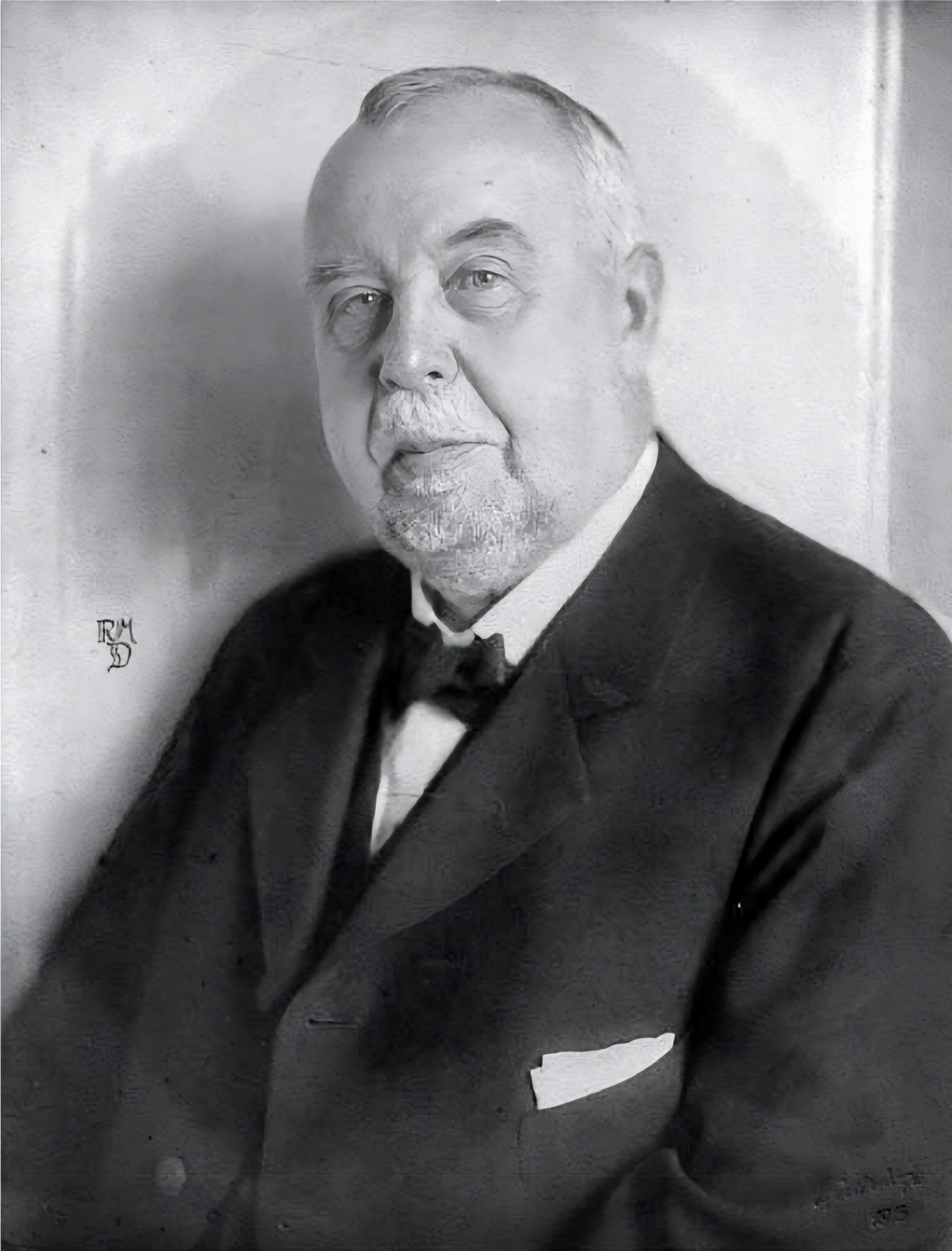
Julius Ertel 1915

Julius Carl Ludolf Ertel (* 2. Juni 1845 in Breslau; † 2. März 1922 in Reinbek bei Hamburg) war ein deutscher Industrieller, Unternehmer und Mäzen, der eine bedeutende Rolle in der wirtschaftlichen und kulturellen Entwicklung Hamburgs und darüber hinaus spielte. Seine Lebensleistung umfasste wegweisende Beiträge zur Industrialisierung, insbesondere im Bereich der Kupferverarbeitung, sowie zur Förderung von Kunst und Wissenschaft.

## Frühes Leben und Familie
Julius Carl Ertel wurde 1845 in Breslau, Schlesien, als Sohn des Kaufmanns Carl Heinrich Ertel und dessen Ehefrau Julie Concordia Friederike Westenholz geboren. Tragischerweise verstarb seine Mutter bei seiner Geburt. Die Familie Ertel entstammte einer angesehenen Kaufmannsdynastie mit engen Verbindungen zu anderen bedeutenden Familien. Seine Kindheit verbrachte er in einem großbürgerlichen, kulturell geprägten Umfeld in Breslau, der damaligen Hauptstadt Schlesiens.
Nach dem frühen Verlust seiner Mutter heiratete sein Vater später eine weitere Schwester seiner verstorbenen Ehefrau. Diese zweite Ehe brachte mehrere Halbgeschwister hervor und prägte das familiäre Umfeld von Julius Ertel nachhaltig. Sein Onkel Fritz Westenholz, ein einflussreicher Geschäftsmann und Freiherr, spielte eine wichtige Rolle in der Förderung seines beruflichen Werdegangs.

## Ausbildung und Tätigkeit als Unternehmer
Nach dem Abitur in Breslau absolvierte Ertel eine kaufmännische Ausbildung, die ihn unter anderem nach Hamburg und Liverpool führte. Die Erfahrungen in diesen bedeutenden Handelsstädten legten den Grundstein für sein unternehmerisches Verständnis und seine spätere Karriere. Unterstützt durch das Vermögen und die Kontakte seiner Familie, insbesondere seines Onkels Fritz Westenholz, ließ er sich schließlich in Hamburg nieder.
Im Jahr 1872 gründete Ertel gemeinsam mit Partnern die Kommanditgesellschaft Ertel, Bieber & Co. Das Unternehmen konzentrierte sich zunächst auf den Handel und die Verarbeitung von Kupfer. Die Partnerschaft mit der Aktiengesellschaft der Rio-Tinto-Minen in Spanien, einer der weltweit führenden Kupferminen, bildete die Basis für den langfristigen Erfolg des Unternehmens. Diese Geschäftsbeziehung ermöglichte Ertel den Aufbau einer eigenen Produktionsstätte, der Hamburger Kupferhütte, die 1881 auf dem Kleinen Grasbrook in Betrieb genommen wurde. Für die Beschäftigten wurden Arbeiterwohnungen im Bereich der heutigen Rudolfstraße und Julius-Ertel-Straße im Reiherstiegviertel errichtet, die jedoch von der Sturmflut 1962 stark betroffen waren und nicht erhalten sind.
Die Hamburger Kupferhütte entwickelte sich unter Ertels Leitung zu einem der führenden Betriebe der Kupferverarbeitung in Deutschland. Die strategischen Verbindungen zur Bergbauindustrie und anderen Rohstofflieferanten, insbesondere der Rio-Tinto-Mine, trugen wesentlich zum Erfolg des Unternehmens bei. Julius Carl Ertel erkannte früh die Bedeutung von Kupfer und Schwefel für die aufstrebende Industrie. Kupfer wurde in der Elektrotechnik und im Maschinenbau benötigt, Schwefel war ein zentraler Bestandteil der chemischen Industrie.
Neben der Leitung seiner eigenen Unternehmen war Ertel auch in zahlreichen Aufsichtsräten tätig. Über Jahrzehnte hinweg war er Mitglied und später Vorsitzender des Aufsichtsrats der Hamburger Vereinsbank. Darüber hinaus engagierte er sich in anderen führenden Industrie- und Finanzunternehmen, darunter die Metallgesellschaft in Frankfurt und die Allgemeine Elektricitäts-Gesellschaft (AEG).
In den letzten Jahrzehnten seines Lebens setzte Julius Carl Ertel seine vielfältigen unternehmerischen und gesellschaftlichen Aktivitäten fort. Trotz der wirtschaftlichen und politischen Herausforderungen des Ersten Weltkriegs gelang es ihm, die Hamburger Kupferhütte erfolgreich durch die schwierige Zeit zu führen. Er behielt seine Verbindungen zur Rio-Tinto-Mine und anderen internationalen Partnern bei, was die Stabilität seines Unternehmens sicherte.
Julius Carl Ertel verstarb 1922 im Alter von 76 Jahren. Sein Lebenswerk hinterließ einen nachhaltigen Eindruck in der deutschen Industriegeschichte und in der kulturellen Landschaft Hamburgs. Die Hamburger Kupferhütte setzte auch nach seinem Tod ihren erfolgreichen Betrieb fort und blieb ein wichtiger Bestandteil der deutschen Metallindustrie.

## Mäzenatentum
Julius Carl Ertel zeichnete sich nicht nur als Unternehmer aus, sondern auch als engagierter Förderer von Kunst, Wissenschaft und Bildung. Er unterstützte zahlreiche Künstler seiner Zeit, darunter Wilhelm Leibl und Max Liebermann. Seine Leidenschaft für Kunst manifestierte sich auch in einer umfangreichen Sammlung zeitgenössischer Werke.
Ein besonderer Schwerpunkt seines Mäzenatentums lag auf der Förderung wissenschaftlicher Institutionen. Er war einer der ersten Unterstützer der Hamburgischen Wissenschaftlichen Stiftung, die 1907 ins Leben gerufen wurde. Seine Spende von 25.000 Mark half, die Gründung der Universität Hamburg voranzutreiben. Ertel betrachtete Bildung und Wissenschaft als zentrale Triebkräfte für gesellschaftlichen Fortschritt.

## Persönlichkeit
Im Gegensatz zu vielen anderen Großbürgern seiner Zeit, die ihren sozialen Status demonstrativ zur Schau stellten, zog Ertel es vor, im Hintergrund zu bleiben. Privat ließ sich Ertel in Reinbek nieder, wo er ein Sommerhaus besaß. Diese Entscheidung war vermutlich von der Erinnerung an die schlesische Heimat und den Familienbesitz in Fischerau (polnisch Rybaki, heute eingemeindet im Stadtbezirk Wrocław-Śródmieście) beeinflusst. Er führte ein zurückgezogenes Leben, pflegte jedoch enge Kontakte zu anderen einflussreichen Persönlichkeiten seiner Zeit.